# Акіу-но Тауе-Одорі
Акіу-но Тауе-Одорі (яп. 秋保の田植踊) — традиційний танець посіву рису в Акіу, нині частина Сендаю, префектура Міягі, Японія. Виконується з сімнадцятого століття, десять танцівниць у супроводі двох або чотирьох чоловіків розігрують репертуар із шести-десяти танців під звуки флейти, барабанів і дзвіночків. У 1970 році було вжито заходів для документування танцю, а в 1976 році його було визнано важливим нематеріальним народним культурним надбанням. У 2009 році Акіу-но тауе-одорі було внесено до Репрезентативного списку нематеріальної культурної спадщини людства ЮНЕСКО.